# Leucodellus
Leucodellus is een geslacht van wantsen uit de familie van de Miridae (Blindwantsen). Het geslacht werd voor het eerst wetenschappelijk beschreven door Odo Reuter in 1906.

## Soorten
Het genus bevat de volgende soorten:

- Leucodellus albidus (Reuter, 1906)
- Leucodellus amygdali (Linnavuori, 1965)
- Leucodellus laosensis (Duwal, Yasunaga & Lee, 2017)
- Leucodellus nathaliae (Josifov, 1974)
- Leucodellus pallescens (L.Y. Zheng & Li, 1991)
- Leucodellus variegatus (Duwal, Yasunaga & Lee, 2010)
- Leucodellus xizangensis (X.M. Li & G.Q. Liu, 2007)
- Leucodellus zagdani (V.G. Putshkov, 1970)